# Beaulieu (Côte-d'Or)
Beaulieu is een gemeente in het Franse departement Côte-d'Or (regio Bourgogne-Franche-Comté) en telt 29 inwoners (2009). De plaats maakt deel uit van het arrondissement Montbard.

## Geografie
De oppervlakte van Beaulieu bedraagt 6,2 km², de bevolkingsdichtheid is dus 4,7 inwoners per km².
De onderstaande kaart toont de ligging van Beaulieu (Côte-d'Or) met de belangrijkste infrastructuur en aangrenzende gemeenten.

## Demografie
Onderstaande figuur toont het verloop van het inwonertal (bron: INSEE-tellingen).
1. ↑  Populations de référence 2022.